# ACE COOL
ACE COOL（エースクール、1992年3月17日 - ）は日本のラッパー、ヒップホップMCである。広島県・呉市出身。ASIENの一員としても活動する。
卓越したスキルを用いて放たれる叙情的/哲学的なラップは、聴く者を魅了する。自身の半生を綴ったコンセプトアルバム「GUNJO」では、その完成度の高さから多くの反響を呼んだ。昨今のシーンにおいて、時代に左右されず寡黙に自身を探究する姿はラップの求道者といえるだろう。

## 来歴
- 広島県呉市にてごく普通の家庭で何不自由なく育った。兄弟は兄と弟が1人ずついる。
- 中学2年の時、KICK THE CAN CREWの「VITALIZER」を友人に借り、HIP HOPにのめり込む。遊びで作詞をするようになる。海外のHip HopではEminemや50 Centなどのラッパーを聴いていた。
- 2009年、高校卒業後、地元呉市の鐵工所へ就職。(本人が楽曲中で公言している内容では日新製鋼の工場へ就職していたものと思われる) その頃広島市内で活躍していた同世代のラッパー達に感化され、仕事の傍ら楽曲制作や広島市内を拠点にライブ活動を開始する。
- 2012年、初のMixtape「THE RATS」をネット上にアップする。
- 2013年1月、2nd Mixtape「YOU OUGHT LOOK OUT」をネット上にアップ。同作品の自主制作CDを300枚刷り、ライブ会場でのみ配布を開始。(現在はすべて配布済み)
- 2013年、活動拠点を東京に移すため上京。CDを配り歩き、渋谷周辺でのライブを徐々に増やしていく。本人のファーストアルバム「GUNJO」に収録されている"27"では、この頃のやるせない気持ちを吐露しているラップを聴くことができる。
- 2015年、何年かの下積みを経て、KEN THE 390主宰レーベル”DREAM BOY"へ加入。同年にはFREE MIXTAPE「SEE SEE SEE」、翌年には「IMPULSE」を配信。
- 2017年、自身でディレクションするMVを多数発表し、同年末には「MAUE - EP」をリリース。この頃から方向性が徐々に変わり、トラップへ振り切った楽曲が増える。韓国のラッパー、SKOLORとのユニットASIENの結成やJinmenusagi、TYOSiN、TOKYOTRIL、など他のラッパーとの交流も増える。
- 2018年、自身2枚目となるEP「present progressive - EP」をリリース。
- 2020年、ファーストアルバム「GUNJO」をリリース[2]。上京当初から構想のあったアイデアを形にした作品で、自伝的な内容となっている[3]。Kendrick Lamarの「good, kid, m.A.A.d city」からの影響が色濃く出ている。

## エピソード
・広島にいた頃、AKLOがゲストライブとして広島へ訪れ、当時若手だったACE COOLがライブの一番手を務めた。同日ACE COOLがフロアにいたAKLOに声をかけ「俺の方がラップ上手い」と言い、それに対してAKLOは「まあ今度出る俺のアルバム聴いてみて」と大人の対応をしたという。このアルバムとは後に日本のラップシーンで金字塔として語り継がれる「THE PACKAGE」のことである。この話はYouTubeメディア"ニート東京"にてACE COOL本人が語ったもので、ファンの間では有名なエピソードである。

## ディスコグラフィー

### ALBUM
| 発売日        | タイトル | 収録曲 | 備考                         |
| ------------- | -------- | --- | ---------------------------- |
| 2021年4月17日 | GUNJO    | 1. REAL 2. EYDAY 3. RAKURAI 4. SOCCER 5. BOTTOM (feat. MuKuRo & Moment Joon) 6. CADILLAC / FREE 7. FAMOUS 8. AM 2:00 9. ABUNAI / I KNOW (feat. Riou Tomiyama) 10. 27 11. 東京 12. FUTURE | デジタル配信/限定500枚CD販売 |
| 2024年5月29日 | 明暗     | 1. 原因 2. 競争 3. 羨望/嫉妬 4. 自尊心 5. 虚飾 6. 自己没頭 7. 興味 8. 中庸 9. 努力と諦め 10. 虚無主義 11. 愛情 12. 明暗                                                                  |                              |

### EP
- 『MAUE - EP』 (DREAM BOY/2017年11月3日)　デジタル配信
- 『present progressive - EP』 (DREAM BOY/2018年10月19日)　デジタル配信/限定300枚CD販売

### 配信限定シングル
| 発売日         | タイトル                     |
| -------------- | ---------------------------- |
| 2019年7月12日  | ABUNAI (feat. Riou Tomiyama) |
| 2019年7月12日  | EYDAY                        |
| 2019年10月4日  | FUTURE                       |
| 2023年7月15日  | 虚無主義                     |
| 2023年11月25日 | 自尊心                       |
| 2024年2月28日  | 興味                         |

### ASIEN 名義
- 『Take Off - EP』 (2018年1月12日)

### 参加作品
| 発売日         | タイトル                                                                                            |
| -------------- | --------------------------------------------------------------------------------------------------- |
| 2016年6月24日  | BCCNo.『New World (feat. ACE COOL, Jinmenusagi & KID NATHAN)』                                      |
| 2018年6月6日   | AQ『超爆撃 (feat. ACE COOL)』                                                                       |
| 2018年7月11日  | KM『Superstar (feat. RENE MARS & ACE COOL)』                                                        |
| 2018年12月21日 | DJ SAAT『DAY (feat. ACE COOL, YOUNG FREEZ, JOHNNY & RYO the SKYWALKER)』                            |
| 2019年5月10日  | KEN THE 390『Nobody Else (feat. ACE COOL & Moment Joon)』                                           |
| 2022年6月10日  | Moment Joon『BAKA (feat. あっこゴリラ, 鎮座DOPENESS, HUNGER, ACE COOL & Jinmenusagi) [Mega Remix]』 |

## 出演

### 劇場アニメ
- 無名の人生（2025年5月16日 - ）- "主人公"役[5][6]